# Двадесетчетврта египатска династија
Двадесетчетврта египатска династија била је краткотрајна династија која је владала Античким Египтом током Трећег прелазног периода.

## Историја
Седиште Двадесетчетврте династије било је у Саису. Породица из Саиса ушла је у политичка догађања Египта око 770. године п. н. е. Године 732. п. н. е. њен владар Тефнакте I истакао је своје право на власт у Египту. Двадесетчетврту династију чинила су двојица владара. Тефнакте умире 725. године п. н. е. Наследио га је син Бакенранеф. Владао је пет година, тј. до 720. године п. н. е. Заробио га је нубијски владар Шабака. Пет година касније, нубијски владар Пије успоставља Двадесетпету египатску династију.